# Ingineri ai sufletului omenesc
„Ingineri ai sufletului omenesc” a fost un termen aplicat scriitorilor și altor lucrători culturali de către Iosif Stalin.

## În Uniunea Sovietică

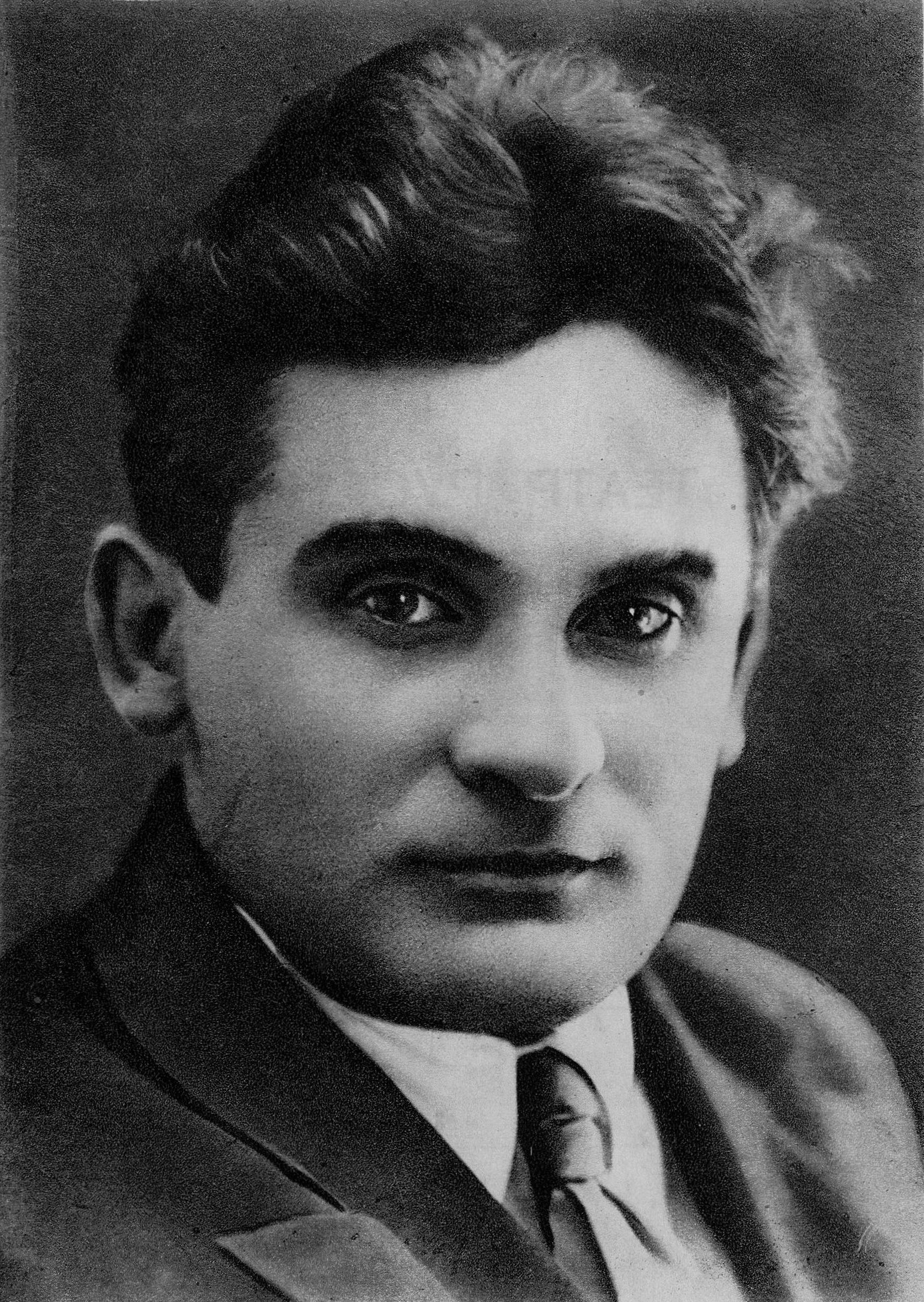
Se pare că expresia a fost inventată de Iuri Oleșa

Se pare că expresia a fost inventată de Iuri Oleșa. Victor Șklovski a spus că Oleșa l-a folosit la o întâlnire cu Stalin în casa lui Maxim Gorki, iar ulterior a fost folosit de Stalin, care a spus „Как метко выразился товарищ Олеша, писатели — инженеры человеческих душ, (După cum a spus pe bună dreptate tovarășul Oleșa, scriitorii sunt ingineri ai sufletelor umane").
În timpul întâlnirii cu scriitorii în pregătirea primului Congres al Uniunii Scriitorilor Sovietici, Stalin a spus: „Producția de suflete este mai importantă decât producția de tancuri...  Și de aceea ridic paharul în cinstea voastră, scriitori, ingineri ai sufletului uman” (Iosif Stalin, „Discurs în casa lui Maxim Gorki”, 26 octombrie 1932). A fost preluat de Andrei Jdanov și dezvoltat în realismul socialist.

## În China comunistă
Deng Xiaoping a vorbit cu aprobare despre „inginerii sufletului uman” în epoca post-Mao, condamnând totodată „Banda celor Patru” (o facțiune politică maoistă compusă din patru oficiali ai Partidului Comunist Chinez).  
În 2018, Xi Jinping, secretarul general al Partidului Comunist Chinez, a declarat că „Profesorii sunt inginerii sufletului uman și moștenitorii civilizației umane. Ei au sarcina importantă de a răspândi cunoștințe, de a răspândi idei, de a răspândi adevărul, de a modela sufletul, de a modela viața și de a modela noii veniți. Sarcina fundamentală a educației trebuie să fie hrănirea tinerilor capabili și bine pregătiți să se alăture cauzei socialiste. Sunt necesare o mai bună educație și îndrumare pentru a construi idealul nobil al comunismului și idealul comun al socialismului cu caracteristici chineze în rândul studenților.”

### Citate
1. ↑  Iasi, Ziarul de. „„Ingineri ai sufletului omenesc…"”. www.ziaruldeiasi.ro. Accesat în 30 mai 2022.
2. ↑  Союз писателей СССР, Воронежское отделение, «Подъëм» (1990), p. 48.
3. ↑  As comrade Olesha aptly expressed himself, writers are engineers of human souls
4. ↑  „China Focus: Xi stresses following path of socialist education with Chinese characteristics”. Arhivat din original la 20 octombrie 2020. Accesat în 30 mai 2022.